# Kelmis
Kelmis (ou La Calamine em francês) é um município germanófono da Bélgica localizado no distrito de Verviers, província de Liège, região da Valônia.
Este município inclui o antigo território de Moresnet.